# 13 февраля
13 февраля — 44-й день года  по григорианскому календарю.
До конца года остаётся 321 день (322 дня в високосные годы).
До 15 октября 1582 года — 13 февраля по юлианскому календарю, с 15 октября 1582 года — 13 февраля по григорианскому календарю.
В XX и XXI веках соответствует 31 января по юлианскому календарю.

## Праздники и памятные дни
См. также: Категория:Праздники 13 февраля
- ЮНЕСКО — Всемирный день радио[2].

### Национальные
- Армения — Терендез.

### Религиозные

#### Католицизм
- Память Беатрисы Орнасьёской[англ.];
- память святого Фулькрана;
- память Полиевкта Малатьяского;
- память Кастора Карденского.

#### Православие[3]
- Память бессребреников мучеников Александрийских: Кира и Иоанна и с ними мучениц Канопских: Афанасии и дщерей её Феодотии, Феоктисты и Евдоксии (311)[4];
- память святителя Никиты, затворника Печерского, епископа Новгородского (1108);
- память мучеников Коринфских: Викторина, Виктора, Никифора, Клавдия, Диодора, Серапиона и Папия (251)[5];
- память мученицы Трифены Кизической[6].

### Именины
- Католические: Беатриса, Кастор, Полиевкт, Фулькран.
- Православные: Афанасий, Афанасия, Виктор, Викторин, Диодор, Евдоксия, Иван, Илья, Кир, Клавдий, Никита, Никифор, Папий, Серапион, Трифена, Феодотия, Феоктиста.

## События
См. также: Категория:События 13 февраля

### До XIX века
- 1141 — 11-летний Геза II унаследовал трон Венгрии.
- 1241 — Монгольские вторжения в Польшу: Монгольский отряд под командованием Байдара разгромил польское ополчение под командованием краковского воеводы Владимира[пол.], в битве под Турском.
- 1503 — Рыцарский турнир в Барлетте. Против тринадцати французов под командованием Шарля де ла Мотта выступили тринадцать итальянцев вместе с Этторе Фьерамоска. В ходе ожесточённой схватки итальянцы одержали решительную победу, а французам, согласно договорённости, пришлось отступить. Неаполитанское королевство было очищено от французов, на престол в Неаполе взошёл испанский король Фердинанд Католик, а после его смерти корону унаследовали Габсбурги. В честь Этторе Фьерамоска был воздвигнут памятник.
- 1511 — Рыцари Тевтонского ордена избрали своим великим магистром Альбрехта Бранденбург-Ансбахского фон Гогенцоллерна, последнего великого магистра Тевтонского ордена и первого герцога Пруссии.
- 1542 — В Тауэре казнена за супружескую измену пятая жена короля Англии Генриха VIII Екатерина Говард.
- 1575 — В Реймсском соборе на французский престол коронован король польский и великий князь литовский (официально до 12 мая 1575 года) Генрих III.
- 1633 — Галилео Галилей прибывает в Рим на суд инквизиции.
- 1668 — Португальская война за независимость: Мария Анна Габсбургская, регентша при 6-летнем короле Карле II, подписала в Лиссабоне при посредничестве Англии мирный договор и тем самым официально признала независимость Португалии.
- 1689 — Вильгельм III Оранский и Мария II Стюарт восходят на трон Великобритании как совместные монархи.
- 1692 — Бойня МакДональдов в Гленко (Шотландия) их традиционным неприятелем, Кэмпбеллами, когда в ходе междоусобной борьбы были жестоко убиты более 70 человек из клана МакДональдов. Если говорить более точно, то 38 человек погибли во время резни. Ещё сорок женщин и детей умерли, после того как их дома были сожжены. Убийцами были гости, которых приютил клан МакДональдов. Обоснование убийства: МакДональдами не была своевременно объявлена верность новому королю, Вильгельму Оранскому.
- 1706
  - Северная война: Битва при Фрауштадте. Саксонско-русская армия потерпела поражение от шведов. Пленные русские солдаты были перебиты по приказу шведского генерала Реншильда.
  - В Великом Новгороде была открыта греко-славянская школа братьев Софрония и Иоанникия Лихудов, ставшая вторым высшим учебным заведением в России после Славяно-греко-латинской академии.
- 1720 — указом Петра I был основан Главный магистрат — бюрократическое учреждение Российской империи.
- 1739 — Шах Персии Надир-шах Афшар вступил в Индию и, быстро покорив всё на пути, разбил 13 февраля 1739 года войско Империи Великих Моголов близ Дели (у Карнала).
- 1772 — Французским мореплавателем Ивом Жозефом де Кергеленом открыт архипелаг Кергелен.
- 1777 — В Париже арестован и заключён в Венсенский замок маркиз де Сад, обвинявшийся в похищении девушек с целью совращения, отравления и содомии.

### XIX век
- 1812 — Русско-персидская война: Битва при Султан-Буде между русским батальоном Троицкого пехотного полка и персидской армией под командованием Аббас-Мирзы. Исход битвы в Султан-Буде не повлиял на ход войны, но, несмотря на это, он сильно поднял моральный дух персидской армии и в определённой степени подорвал авторитет русской армии на Кавказе среди местного населения.
- 1813 — Война шестой коалиции: Передовой русский отряд (16 тыс.) под командованием Винцингероде перехватил под Калишем отступавший 10-тысячный саксонский корпус Ренье, саксонцы потеряли в бою 3 тыс. солдат.
- 1820 — Наследника французского престола Шарля-Фердинанда, герцога Беррийского, выходившего из Парижской Оперы, смертельно ранил противник монархии Пьер-Луи Лувель.
- 1840 — Генерал Перовский отдал приказ о возвращении отрядов из степи. Зимний поход в Хиву закончился неудачей.
- 1842 — Николай I подписал указ о строительстве железной дороги Санкт-Петербург — Москва. В 1851 году из Санкт-Петербурга в Москву отправился первый поезд. В 1855, после кончины императора, путь получил название Николаевского, а с 1923 года — Октябрьского.
- 1848 — Фёдор Тютчев назначен старшим цензором при министерстве иностранных дел. Будучи им, он не разрешил распространять в России манифест коммунистической партии на русском языке, заявляя, что «кому надо, прочтут и на немецком».
- 1849 — Революция в Дунайских княжествах: Делегация во главе с митрополитом православной церкви в Трансильвании Андреем (Шагуной) подала императору Францу Иосифу I петицию от румынского народа в Трансильвании, Банате и Буковине, впервые официально употребив название «румынский народ».
- 1858 — Английские исследователи Африки сэр Ричард Бёртон и Джон Спик в ходе экспедиции, пытавшейся найти истоки Нила, открыли в восточной части Центральной Африки крупное озеро Танганьика.
- 1859 — в Москве открыта первая женская гимназия.
- 1861 — Пьемонтскими войсками генерала Чальдини, после осады, взята крепость Гаэта, где после падения города Капуя укрепился неаполитанский король Франциск II. Королевство Обеих Сицилий прекратило своё существование.
- 1867
  - В венском музыкальном зале «Диана» впервые был исполнен вальс Иоганна Штрауса «На прекрасном голубом Дунае». Он является в некотором роде неофициальным гимном Австрии и традиционно исполняется на бис в новогоднем венском концерте.
  - Начались работы по перекрытию Сенны в Брюсселе, проводившиеся коллективом инженеров во главе с Анри Мо. Это стало одной из важных вех в истории Брюсселя, открывшей путь к архитектурно-логистической модернизации города. В настоящее время в черте города реку скрывают подземные трубы. Над ними проложены бульвары и магистрали.
- 1870 — Открыт вокзал Финляндской железной дороги и первый участок пути от Санкт-Петербурга до Выборга. Епископ Выборгский Тихон освятил станцию, локомотивы, вагоны, после чего в путь был отправлен первый срочный поезд. Здание Финляндского вокзала было воздвигнуто по проекту архитектора П. Купинского.
- 1886 — К России присоединился район Пенде.
- 1895 — французские изобретатели братья Люмьер подали заявку на патент на «аппарат, служащий для получения и рассматривания изображений»[7].

### XX век
- 1901 — В Московском Художественном театре прошла премьера пьесы А. П. Чехова «Три сестры».
- 1902 — Землетрясение в Шемахы унесло жизни более трёх тысяч человек.
- 1916 — Крупнейшие политики будущей Чехословакии — чехи Томаш Масарик и Эдвард Бенеш и словак Милан Штефаник создали в Париже Чехословацкий национальный совет.
- 1917 — В Париже была арестована легендарная шпионка Мата Хари.
- 1919
  - Советско-польская война: Отряд польских солдат под командованием капитана Меницкого атаковал советские подразделения в районе Берёзы-Картузской. Бой за Берёзу-Картузскую считается первым боевым столкновением советско-польской войны.
  - 1-м Премьер-министром Веймарской Республики (канцлером) Национальное собрание Германской империи избрало Филиппа Шейдемана.
- 1920 — Согласно Версальскому договору и под мандатом Лиги наций, Франция приняла всю полноту власти в Мемельланде (Клайпедском крае).
- 1922 — Кабинет министров Литвы принял решение об учреждении в Каунасе, «временной столице» Литвы, Литовского университета.
- 1923 — Сотрудниками ГПУ в Петрограде убит Леонид Пантёлкин, известный бандит и налётчик, больше известный под именем Лёнька Пантелеев.
- 1924 — Образована Юго-Восточная область в составе РСФСР, ныне — Ставропольский край.
- 1925
  - Тунгусское восстание: Эвенкские отряды отражают попытку прорыва советских частей к Оймякону.
  - В СССР для выпуска 1-го издания Большой советской энциклопедии образовано Акционерное общество «Советская энциклопедия».
- 1931 — Реввоенсовет СССР постановил изготовить тысячу пистолетов системы Ф. В. Токарева. Фактически пистолет принимается на вооружение и получает название «7,62-мм пистолет Токарева образца 1930 г». Во всём мире он известен как ТТ — «Тула, Токарев».
- 1934 — советский пароход «Челюскин» раздавлен льдами и затонул в Северном Ледовитом океане.
- 1943 — советские воины-альпинисты совершили легендарное восхождение на Эльбрус, сбросив с его вершин фашистские штандарты и водрузив флаги СССР.
- 1944 — Волынская резня: отряд УПА совершил массовое убийство польского населения[пол.] деревни Лановцы. Было убито 72 поляка.
- 1945
  - Будапештская операция: войска 2-го Украинского фронта при содействии войск 3-го Украинского фронта взяли Будапешт.
  - Вторая мировая война: начало массированных бомбёжек англо-американской авиацией Дрездена.
- 1946 — Американские военные объявили о создании первого цифрового компьютера Мокли и Экерта (ЭНИАК). Он потреблял 160 киловатт, имел 17 468 ламп, около 70 000 резисторов, 10 000 конденсаторов, 1500 реле и 6000 ручных переключателей.
- 1948 — После слияния клубов Kölner BC и Sülz 07 создан немецкий футбольный клуб 1. Fußball-Club Köln 01/07 e. V.
- 1956 — Начинает работу советская антарктическая станция «Мирный».
- 1960 — В оазисе Регган пустыни Танезруфт в Сахаре Франция провела испытание своего первого ядерного заряда мощностью 70 килотонн (Операция «Синий тушканчик»).
- 1962 — Группа из четырёх австрийских альпинистов под руководством Генриха Харрера совершила первое восхождение на высшую точку Океании Пунчак-Джая.
- 1964 — в Ленинграде по обвинению в злостном тунеядстве арестован поэт Иосиф Бродский.
- 1972 — Завершились XI зимние Олимпийские игры в Саппоро, Япония.
- 1974 — Указом Президиума Верховного Совета СССР был лишён гражданства и выдворен за пределы страны писатель А. И. Солженицын.
- 1975
  - Провозглашено Турецкое Федеративное Государство Северного Кипра.
  - Анкер Йоргенсен вернулся на пост премьер-министра Дании.
- 1976 — президент Нигерии Муртала Рамат Мухаммед расстрелян в своём автомобиле в Лагосе, когда утром ехал на работу. Последующая попытка государственного переворота была подавлена начальником генштаба Нигерии генералом Олусегуном Обасанджо.
- 1980 — В Лейк-Плэсиде, США открылись XIII Зимние Олимпийские Игры. Открыл игры Вице-президент США Уолтер Мондейл.
- 1983 — 64 человека погибли во время пожара[итал.] в кинотеатре «Cinema Statuto» в Турине, во время демонстрации фильма «Невезучие».
- 1984 — Константин Устинович Черненко единогласно выбран Генеральным секретарём ЦК КПСС.
- 1988
  - В Степанакерте проходит первый митинг, на котором выдвигаются требования о присоединении НКАО к Армении.
  - В Калгари (Канада) открылись XV Зимние Олимпийские Игры. Открыла игры Генерал-губернатор Канады Жанна Сове.
- 1995 — начало вещания 31 канала.
- 1996 — начало «народной войны» Коммунистической партии Непала (маоистской) против королевской власти в Непале.

### XXI век
- 2001 — Столкновение электрички с грузовиком «Scania» в Белоострове.
- 2004 — В Дохе (Катар), в результате покушения (по некоторым данным, организованного российскими спецслужбами), погиб бывший и. о. Президента Чеченской Республики Ичкерия Зелимхан Абдулмуслимович Яндарбиев. Яндарбиев был убит в результате подрыва его автомобиля, когда он возвращался домой после пятничной молитвы в центральной мечети Дохи. Взрывное устройство было заложено под днище его личного джипа.
- 2007 — Канадская компания D-Wave заявила о создании образца квантового компьютера, состоящего из 16 кубит (устройство получило название Orion[8][9]). Информация об этом устройстве не отвечала требованиям достоверного научного сообщения, поэтому новость не получила научного признания. Более того, дальнейшие планы компании — создать уже в ближайшем будущем 1024-кубитный компьютер — вызвали скепсис у членов экспертного сообщества[10].
- 2019 — Инженеры Центра управления космическими полетами при Лаборатории реактивного движения НАСА сделали последнюю попытку связаться с ровером Opportunity. Не получив ответа, миссия была официально завершена после 15 лет работы[11].

## Родились
См. также: Категория:Родившиеся 13 февраля

### До XVIII века
- 1457 — Мария Бургундская (ум. 1482), герцогиня Бургундии, Эно и Намюра (с 1477).
- 1480 — Джироламо Алеандер (ум. 1542), итальянский гуманист, учёный и кардинал эпохи Реформации.
- 1599 — Александр VII (в миру Фабио Киджи, ум. 1667), 237-й папа римский (1655—1667).
- 1610 — Жан Лабади (ум. 1674), французский и нидерландский проповедник, мистик, духовный писатель.
- 1683 — Джованни Баттиста Пьяццетта (ум. 1754), итальянский художник.

### XVIII век
- 1743 — сэр Джозеф Бэнкс (ум. 1820), английский натуралист, ботаник.
- 1763 — Жан Виктор Моро (ум. 1813), французский полководец, генерал, главный противник А. Суворова в Итальянском походе.
- 1766 — Томас Мальтус (ум. 1834), английский священник, демограф и экономист.
- 1769 — Иван Крылов (ум. 1844), русский поэт-баснописец, публицист, издатель.
- 1784 — Николай Гнедич (ум. 1833), русский поэт и переводчик, автор первого стихотворного перевода «Илиады» Гомера.
- 1791 — Сильвестр Щедрин (ум. 1830), русский художник-пейзажист.
- 1799 — Александр Петров (ум. 1867), первый русский шахматный мастер, теоретик шахмат, писатель.

### XIX век
- 1805 — Петер Густав Лежён Дирихле (ум. 1859), немецкий математик.
- 1806 — Владимир Корнилов (погиб в 1854), российский флотоводец, герой обороны Севастополя.
- 1826 — Фредерик Годфруа (ум. 1897), французский филолог и историк литературы, журналист, педагог.
- 1865 — Иштван Чок (ум. 1961), венгерский художник-импрессионист.
- 1873 — Фёдор Шаляпин (ум. 1938), русский оперный и камерный певец (бас), первый народный артист Республики.
- 1879 — Сароджини Найду (ум. 1949), индийская поэтесса, участница движения за независимость.
- 1881 — Элинор Фарджон (ум. 1965), английская детская писательница.
- 1883 — Евгений Вахтангов (ум. 1922), российский и советский театральный актёр и режиссёр, педагог, основатель и первый руководитель нынешнего Театра им. Е. Вахтангова.
- 1892
  - Мария Литвиненко-Вольгемут (ум. 1966), украинская оперная певица, актриса, педагог, народная артистка СССР.
  - Семён Новгородов (ум. 1924), якутский политик и лингвист, создатель якутского алфавита.

### XX век
- 1901 — Василий Кузнецов (ум. 1990), советский политический и государственный деятель, дипломат.
- 1903
  - Анатолий Александров (ум. 1994), советский физик, академик, в 1975—1986 гг. президент Академии наук СССР.
  - Георгий Бериев (ум. 1979), советский инженер-авиаконструктор.
  - Жорж Сименон (ум. 1989), бельгийский писатель, мастер детектива, автор серии романов о комиссаре Мегрэ.
- 1909
  - Виктор Иванов (ум. 1981), украинский советский кинорежиссёр и сценарист.
  - Георгий Сальников (ум. 1983), театральный актёр, народный артист РСФСР.
- 1910 — Уильям Брэдфорд Шокли (ум. 1989), американский физик, один из изобретателей транзистора, лауреат Нобелевской премии (1956).
- 1915
  - Аун Сан (убит в 1947), бирманский генерал, политический деятель, революционер.
  - Лидия Смирнова (ум. 2007), актриса театра и кино, народная артистка СССР.
- 1918 — Пётр Машеров (погиб в 1980), первый секретарь ЦК Компартии Белорусской ССР (1965—1980), Герой Советского Союза.
- 1923 — Чарльз Элвуд Йегер (ум. 2020), американский лётчик-испытатель, первый человек, превысивший скорость звука в горизонтальном полёте.
- 1925 — Капиталина Лазаренко (ум. 2007), советская и российская певица, народная артистка РФ.
- 1929 — Омар Торрихос (ум. 1981), панамский государственный и военный деятель, де-факто руководитель Панамы в 1968—1981 годах, верховный главнокомандующий Национальной гвардии Панамы (1968—1981)
- 1930 — Эрнст Фукс (ум. 2015), австрийский художник, создатель Венской школы фантастического реализма.
- 1931 — Олег Гудков (погиб в 1973), советский лётчик-испытатель, Герой Советского Союза (1971).
- 1932 — Игорь Шаферан (при рожд. Гарольд Шаферман; ум. 1994), советский поэт-песенник.
- 1933
  - Ким Новак (урожд. Мэрилин Полин Новак), американская актриса кино и телевидения, лауреат премии «Золотой глобус».
  - Лев Перфилов (ум. 2000), советский и украинский актёр театра и кино, мастер эпизода.
- 1937 — Зигмунд Йен (ум. 2019), немецкий космонавт, герой ГДР, Герой Советского Союза.
- 1939 — Валерий Рождественский (ум. 2011), советский лётчик-космонавт, бортинженер, Герой Советского Союза.
- 1941 — Зигмар Польке (ум. 2010), немецкий художник-постмодернист.
- 1946 — Артур Жорже (ум. 2024), португальский футболист и футбольный тренер. Самый титулованный тренер в истории «Порту» (восемь трофеев).
- 1947
  - Майк Кшижевски, американский баскетбольный тренер, трёхкратный олимпийский чемпион.
  - Татьяна Тарасова, советский и российский тренер по фигурному катанию.
- 1948 — Эйдзо Кэммоцу, японский гимнаст, трёхкратный олимпийский чемпион
- 1950
  - Питер Гэбриэл, английский музыкант, певец, автор песен, музыкальный продюсер.
  - Роберт Дэйсли, австралийский бас-гитарист (группы «Chicken Shack», «Mungo Jerry» и «Rainbow», Оззи Осборн).
- 1953 — Сергей Капустин (ум. 1995), советский хоккеист, олимпийский чемпион (1976), 7-кратный чемпион мира.
- 1954 — Ниса Гасымова, певица, народная артистка Азербайджана.
- 1958 — Борис Фёдоров (ум. 2008), российский политик и государственный деятель, финансист, бизнесмен, инвестор.
- 1960 — Пьерлуиджи Коллина, итальянский футбольный судья, глава судейского комитета УЕФА.
- 1962 — Максим Леонидов, советский и российский музыкант, певец, актёр, автор песен, телеведущий, один из основателей и участник бит-квартета «Секрет».
- 1964 — Дмитрий Ревякин, российский музыкант, поэт, композитор, создатель и лидер группы «Калинов мост».
- 1965 — Юрий Савичев, советский и российский футболист, олимпийский чемпион (1988), автор победного гола в финале.
- 1966 — Нил Макдонаф, американский актёр театра, кино и телевидения.
- 1968 — Келли Ху, американская актриса кино и телевидения, бывшая модель.
- 1974
  - Гарик Мартиросян, армянский и российский шоумен, юморист, участник шоу «Камеди Клаб», телеведущий, продюсер.
  - Робби Уильямс, британский певец, автор песен и актёр, бывший участник группы «Take That».
- 1975 
  - Артемий Лебедев, российский дизайнер, изобретатель, основатель одноимённой веб-студии.
  - Виктор Логинов, российский актёр театра и кино, телеведущий.
  - Оксана Олешко, российская танцовщица, фотомодель, певица, участница группы Hi-Fi.
- 1979
  - Андерс Брейвик, норвежский террорист, организатор и исполнитель терактов 2011 года в Норвегии.
  - Мина Сувари, американская актриса кино, телевидения и озвучивания.
- 1986 — Хэмиш Бонд, новозеландский спортсмен, трёхкратный олимпийский чемпион в академической гребле, многократный чемпион мира.
- 1988 — Евгений Гараничев, российский биатлонист, бронзовый призёр зимних Олимпийских игр 2014 года в индивидуальной гонке.

## Скончались
См. также: Категория:Умершие 13 февраля

### До XIX века
- 1199 — преподобный Стефан Неманя (р. 1113), сербский великий князь, отец святого Саввы, основоположник сербского монастыря Студеница и устроитель афонского монастыря Хиландар.
- 1332 — Андроник II Палеолог (р. 1259), император Византийской империи (1282—1328).
- 1539 — Изабелла д’Эсте (р. 1474), супруга маркграфа Мантуи, покровительница художников, «примадонна Ренессанса».
- 1542 — обезглавлена Екатерина Говард (р. 1522), пятая жена короля Англии Генриха VIII.
- 1571 — Бенвенуто Челлини (р. 1500), итальянский скульптор, ювелир и писатель.
- 1592 — Якопо Бассано (р. 1510), итальянский художник, представитель венецианской школы.
- 1660 — Карл X Густав (р. 1622), король Швеции (1654—1660).
- 1674 — Жан Лабади (р. 1610), французский проповедник, мистик, духовный писатель.
- 1693 — Иоганн Каспар Керль (р. 1627), немецкий органист и композитор.
- 1792 — графиня Елизавета Воронцова (р. 1739), фрейлина, фаворитка российского императора Петра III.
- 1798 — Вильгельм Ваккенродер (р. 1773), немецкий писатель.

### XIX век
- 1817 — граф Алексей Иванович Мусин-Пушкин (р. 1744), русский государственный деятель, археограф и историк, нашедший «Слово о полку Игореве».
- 1858 — Герман Генрих Госсен (р. 1810), немецкий экономист, предшественник математической и австрийской школ в экономике.
- 1873 — Адриан Волков (р. 1827), русский жанровый живописец.
- 1874 — Александр фон Лидерс (р. 1790), российский военный и государственный деятель, генерал от инфантерии, член Госсовета.
- 1876 — Михаил Авдеев (р. 1821), русский писатель-беллетрист и критик.
- 1882 — Огюст Барбье (р. 1805), французский поэт и драматург.
- 1883 — Рихард Вагнер (р. 1813), немецкий композитор, дирижёр, теоретик искусства.
- 1892 — Василий Юнкер (р. 1840), русский исследователь Африки, географ, путешественник.

### XX век
- 1904 — Алексей Абрикосов (р. 1824), русский предприниматель, основатель кондитерской фабрики (ныне концерн «Бабаевский»).
- 1905 — Константин Савицкий (р. 1844), российский художник-передвижник.
- 1914 — Альфонс Бертильон (р. 1853), французский антрополог, автор системы судебной идентификации.
- 1920 — Лайош Лоци (р. 1849), венгерский геолог, географ и путешественник, почётный член Венгерской академии наук.
- 1923 — Алексей Корин (р. 1865), русский художник-передвижник.
- 1925 — Тимофей Буткевич (р. 1854), русский православный священнослужитель, профессор богословия, учёный и общественный деятель.
- 1931 — расстрелян Евгений Погожев (р. 1870), русский публицист и духовный писатель.
- 1935 — Болеслав Балзукевич (р. 1879), польский скульптор.
- 1936 — Георгий Челпанов (р. 1862), русский философ, психолог и логик.
- 1950 — Рафаэль Сабатини (р. 1875), итальянский и английский писатель, автор приключенческих исторических романов.
- 1958
  - Владимир Володин (р. 1891), актёр театра и кино, народный артист РСФСР.
  - Жорж Руо (р. 1871), живописец, график, представитель французского фовизма.
- 1966 — Маргерит Лонг (р. 1874), французская пианистка и педагог.
- 1968 — Ильдебрандо Пиццетти (р. 1880), итальянский композитор, дирижёр и музыкальный критик.
- 1974 — Эрнесто Видаль (р. 1921), уругвайский футболист, нападающий, чемпион мира (1950).
- 1976 — Лили Понс (р. 1904), американская оперная певица (сопрано).
- 1979 — Юрий Меркулов (р. 1901), советский художник и режиссёр мультипликационного кино.
- 1984 — погиб Наоми Уэмура (р. 1941), японский путешественник-экстремал.
- 1992 — Николай Боголюбов (р. 1909), советский и российский математик, физик-теоретик, академик АН СССР и РАН.

### XXI век
- 2004 — погиб Зелимхан Яндарбиев (р. 1952), чеченский политик, и. о. президента непризнанной Чеченской Республики Ичкерия в 1996—1997 гг.
- 2006
  - Алтынбек Сарсенбаев (р. 1962), политический и государственный деятель Казахстана.
  - Питер Фредерик Стросон (р. 1919), английский философ, представитель лингвистической философии.
- 2008 — Элла Некрасова (р. 1926), советская киноактриса.
- 2013 — Фридрих Незнанский (р. 1932), российский юрист, публицист и писатель, автор детективов.
- 2014 — Георгий Мартынюк (р. 1940), советский и российский актёр театра и кино, народный артист РФ.
- 2016 — Геннадий Денежкин (р. 1932), конструктор реактивных систем залпового огня, Герой Социалистического Труда.
- 2017 — Сэйдзюн Судзуки (р. 1923), японский кинорежиссёр и сценарист.
- 2020 — Алексей Ботян (р. 1917), советский разведчик, Герой Российской Федерации.
- 2021 — Юрий Власов (р. 1935), советский тяжелоатлет, чемпион мира и Олимпийских игр, впоследствии российский политический деятель.

## Народный календарь, приметы и фольклор Руси
Никита Коник.
- Издавна на Руси Никите Новгородскому крестьяне молились об избавлении от пожаров и молний, «ибо он пожар града молитвами своими угаси и она много чудес творяще». Также Никита мог предотвратить и засуху.
- Охлупень — оберег избы, мол, лешим облюбован. Оседлает леший конька — и шатнётся изба, а худые ветра подступят ко крыльцу[12].
- Если дрова в печи шипят, дымят, и никак не разгораются, значит быть оттепели.
- На Никиту красный огонь в печи сулит холодную погоду, а белый тёплую.
- Коли сильная тяга в печи, то будет мороз, коли слабая — сырость и слякоть[13].